# Ordsall (Wielki Manchester)
Ordsall – dzielnica miasta Salford w Anglii, w hrabstwie Wielki Manchester, w dystrykcie metropolitalnym Salford. W 2011 roku dzielnica liczyła 14 194 mieszkańców.